# Lebombo-Knochen
Der Lebombo-Knochen ist ein Knochen eines Pavian, der in Afrika in den Lebombobergen gefunden wurde. Die darin eingeritzte Folge von 29 Kerben gilt als das älteste bekannte Zählzeichen. Die Zahl 29 entspricht den vollständigen Tagen eines synodischen Monats, so dass der Knochen für die Zählung des Mondalters verwendet worden sein könnte. Sein Alter wird auf etwa 37.000 Jahre geschätzt, es wird gedeutet, dass er als Zählstock gedient haben kann, um Zeit zu zählen. Solche Werkzeuge wurden an Orten verwendet, wo das Schreiben unbekannt war.
Er wurde von dem Archäologen Peter Beaumont in einer Höhle gefunden. Die Stelle wurde das erste Mal im Jahr 1934 von einer Gruppe der Witwatersrand-Universität unter Leitung von Raymond Dart untersucht.